# Perandenina nigrinervis
Perandenina nigrinervis är en insektsart som beskrevs av Schmidt 1926. Perandenina nigrinervis ingår i släktet Perandenina och familjen Derbidae. Inga underarter finns listade i Catalogue of Life.